# Поронг-Ри
Поронг-Ри — вершина высотой 7292 м в 7 км к северо-западу от Шишабангмы (8027 м), самого низкого из восьмитысячников. Вершина расположена в хребте Джугал-Химал в Гималаях на территории Тибета (Джугал-Химал часто рассматривают как часть Лангтанга), ближе к границе Непала. Поронг-Ри является 86 по высоте вершиной мира. Поронг-Ри довольно малоизвестный пик, в первую очередь из-за своего расположения на территории Китая, практически закрытого для западных альпинистов до начала 80-х годов. Вершина была покорена 17 мая 1982 года японской экспедицией (на вершину взошли два альпиниста).